# Nicolás Guillén
Nicolás Cristóbal Guillén Batista (*Camagüey, Cuba, 10 de julho de 1902 - † Havana, Cuba, 16 de julho de 1989) foi um poeta cubano.  Guillén foi,  junto com José Martí , conhecido como O Poeta Cubano, por antonomásia.
Sua produção poética gira ao redor de dois grandes temas: a exaltação do negro e a situação social. Graças ao valor intrínseco de sua obra, assim como ao da obra de Emilio Ballagas e Luis Palés Matos, os problemas da raça negra adquiriram relevo e categoria dentro do âmbito da literatura de língua castelhana. Em Guillén esses temas tomam alento superior.  Junto a composições que imitam o ritmo das danças negras estão as de intenção social, nas quais se mistura uma espécie de messianismo racial. Sua militância comunista, que data de 1937, lhe valeu prisões e perseguições. Em 1954 foi galardoado com o Prêmio Lênin da Paz.
No advento do regime revolucionário de 1959, foi um dos seus mais destacados defensores. No rastro da Revolução compôs poemários como Tengo (1964) ou El diario que a diario (1972).
Em 1961 foi eleito presidente da União Nacional de Escritores e Artistas de Cuba.
Muitos de seus poemas têm  sido musicados por artistas como Quilapayún, Paco Ibáñez, Inti Illimani e Xulio Formoso, o qual gravou no ano de 1975 um álbum inteiramente dedicado a sua obra, intitulado “Guillén el del son entero”.

## Obra poética
- Poemas de transición (1927-1931)
- Cerebro y corazón (1928)
- Motivos de son (1930)
- España (1937)
- El son entero (1947)
- El soldado Miguel Paz y el sargento José Inés
- Elegías (1948-1958)
- La paloma de vuelo popular (1958)
- Tengo (1964)
- En algún sitio de la primavera (1966)
- El gran zoo (1967)
- La rueda dentada (1972)
- El diario que a diario (1972)
- Por el mar de las Antillas anda un barco de papel (1977-1978)
- Sol de domingo
- Hay Que Tener Bolunta
- Balada de los dos abuelos
- " Soldadito Boliviano"
- "La Muralla" (poema musicalizado por Quilapayún e intillimani)
- "Sensemayá" (poema musicalizado por Inti illimani)

## Fonte da tradução
- Este artigo foi inicialmente traduzido, total ou parcialmente, do artigo da Wikipédia em castelhano cujo título é «Nicolás Guillén».